# Franz von Weyrother
Franz von Weyrother (1755 Vídeň – 16. února 1806 tamtéž) byl rakouský štábní důstojník, jenž dosáhl hodnosti generálmajora. Účastnil se francouzských revolučních a napoleonských válek. Ve známost vešel jako styčný důstojník ruského generála A. V. Suvorova při jeho italském tažení, avšak také vypracoval plány katastrofálních porážek v bitvách u Rivoli, u Hohenlinden a u Slavkova, v nichž byla rakouská armáda poražena Jeanem Moreauem a dvakrát Napoleonem Bonapartem.

## Život
Franz Weyrother se narodil v rodině vojenského důstojníka ve Vídni. Jeho rodokmen nemohl konkurovat důstojníkům z urozených rodin. Absolvoval inženýrskou školu a v roce 1775 nastoupil do císařské armády jako kadet k 22. pěšímu pluku maršála Franze Lacyho, jehož byl chráněncem. V roce 1777 se stal praporčíkem a v letech 1778-1783 sloužil v hodnosti podporučíka jako adjutant generálmajora hraběte Josefa Colloreda. V průběhu rakousko-turecké války se stal hejtmanem (1789) a postoupil do armádního štábu, kde uplatnil své znalosti vojenské teorie.

### První koaliční válka
Ve válce první koalice proti revoluční Francii byl v listopadu 1794 přidělen jako generální adjutant do štábu velitele mohučské pevnosti, jímž byl generálmajor Andreas Neu. Zde se vyznamenal, když se pod jeho vedením podařilo v zimě 1794 odrazit řadu francouzských útoků. Dne 30. dubna 1795 se dobrovolně ujal velení předvoje u Hartbergu a měl klíčovou roli ve vítězné bitvě u Hartmühle. V srpnu téhož roku se stal velitelem praporu, při dobývání vsi Weissenau 30. srpna 1795 však utrpěl vážné zranění, které ho na několik měsíců vyřadilo ze služby. Za tehdejší zásluhy získal 11. května 1796 Řád Marie Terezie.
Následujícího roku již byl Weyrother jmenován topografickým důstojníkem ve štábu císařské armády pod velením arcivévody Karla. Ve funkci náčelníka štábu polního maršála Josepha Alvinczyho počátkem listopadu 1796 připravil plány pro úspěšný útok na Bassano, který vyhnal Francouze od řeky Brenty. Bojoval i v prohrané bitvě u Arcole v polovině listopadu 1796. V témže roce byl povýšen do hodnosti podplukovníka. V lednu 1797 však byl plán na dobytí Rivoli odhalen francouzskými špióny a skončil neúspěchem, načež se Bonapartovi otevřela cesta na Vídeň a Rakušané byli nuceni zahájit jednání o míru.

### Druhá koaliční válka
Druhá koaliční válka zastihla Weyrothera jako generálního adjutanta a náčelníka štábu podmaršálka Paula Kraye, který byl roku 1799 pověřen velením v Itálii a v dubnu drtivě porazil francouzského generála Louise Schérera v bitvě u Magnana. Weyrother si zde vysloužil povýšení na plukovníka. Kvůli rozporům s generálem Antonem Zachem byl ovšem následně přeložen do Tyrolska. Ještě před bitvou u Novi v srpnu 1799 byl však zpátky v Itálii, neboť po zranění hlavního ubytovatele Johanna Chastelera v půli července při obléhání Alessandrie zaujal jeho místo u velitele ruských vojsk polního maršála Alexandra Suvorova. Téměř 70letý Suvorov byl povolán carem Pavlem z vnitřního exilu zpět do služby a vyslán v čele spojené armády, aby vytlačil francouzské síly z Itálie. Pod jeho velením se také Weyrother vyznamenal u Novi a získal si u ruského velení prestiž. Po úspěších v Itálii pak doprovázel Suvorova při přechodu Alp na jeho švýcarském tažení.
Od září 1800 zastával Weyrother funkci zástupce náčelníka štábu Německé armády pod velením osmnáctiletého arcivévody Jana. V prosinci téhož roku velel samostatnému oddílu při obraně Salcburku (12.–14. prosince) a byl povýšen do generálské hodnosti, ačkoli tažení již předtím vyvrcholilo neúspěchem v bitvě u Hohenlinden (3. prosince).

### Třetí koaliční válka

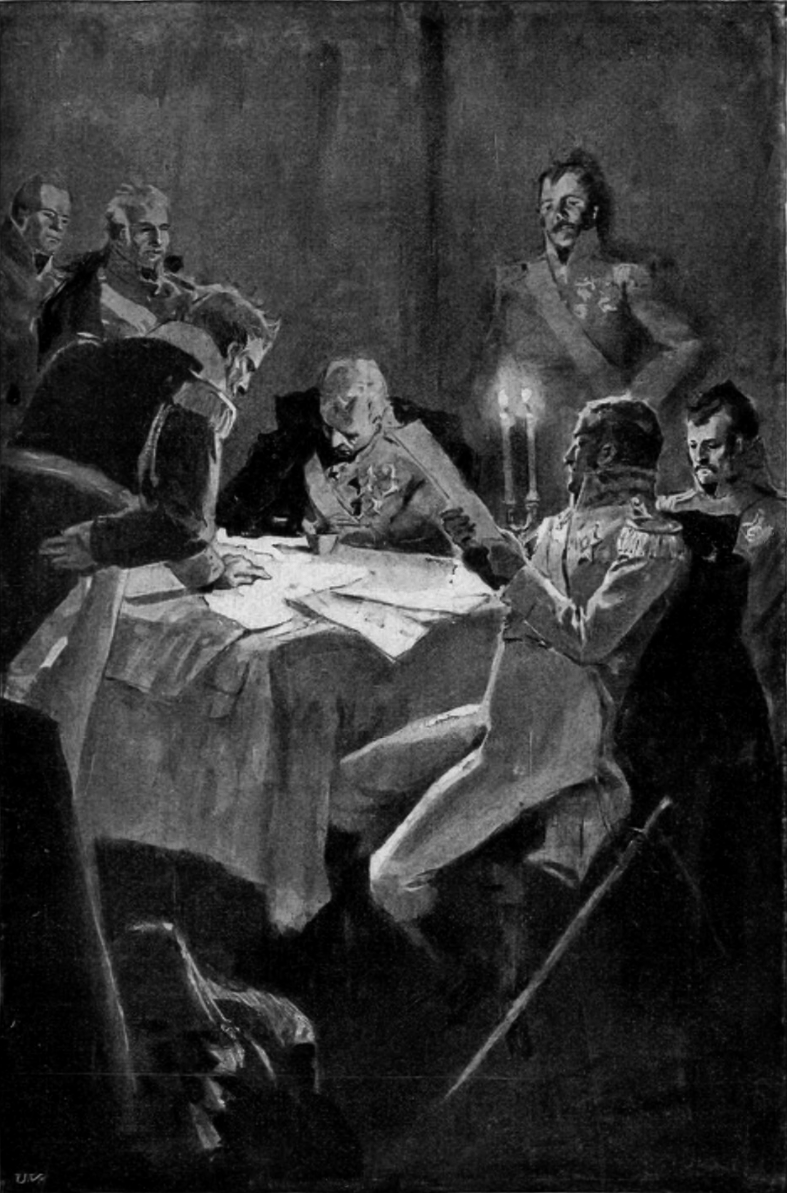
Stanislav Hudeček: ilustrace pro Vojnu a mír (1923) zachycující poradu, na níž Weyrother přednáší dispozice pro slavkovskou bitvu

Po skončení války se stal velitelem 7. pěšího pluku. Se začátkem třetí koaliční války v létě 1805 jej v této funkci vystřídal Anton Dreschel a Weyrother, ve svých 50 letech 1. září 1805 povýšený na generálmajora, měl původně zastávat funkci náčelníka štábu Tyrolské armády. Ruský vrchní velitel Michail Kutuzov si jej však vyžádal za člena svého štábu jako styčného generála. Weyrother doprovázel ruskou Buxhöwdenovu Volyňskou armádu na cestě rakouskou Haličí, Slezskem a Moravou. Když byl v bitvě u Dürnsteinu 11. listopadu 1805 zabit náčelník štábu spojenecké armády Johann Schmitt, zastoupil Weyrother jeho úlohu.
Coby náčelník spojeneckého štábu Weyrother vypracoval plán postupu spojené rusko-rakouské armády od Olomouce na Brno, který schválili oba panovníci a na vojenské poradě ráno 27. listopadu byl představen velícím důstojníkům. Vycházel z předpokladu, že agresivním postupem bude možno zatlačit francouzské síly do defenzivy. Spočíval v odříznutí Napoleona od zásobovacích cest přes Znojmo na Vídeň obchvatem z jihu a počítal s tím, že sbor rakouského generála Merveldta bude vázat síly francouzského maršála Davouta v Dolním Rakousku a Uhrách, zatímco arcivévoda Ferdinand zdrží sbor maršála Bernadotta ve východních Čechách. Muselo se však jednat rychle, což zkostnatělé a chaotické velení spojených rusko-rakouských jednotek nedokázalo a postup na trase 50–60 kilometrů zabral vojskům celých pět dní. Weyrother sestavil také operační plán pro samotnou bitvu u Slavkova 2. prosince 1805, který představil na válečné poradě v Křenovicích v hluboké noci mezi jednou a třetí hodinou ranní, kdy se podle svědků probudil klimbající vrchní velitel Kutuzov, poradu rozpustil a nechal přeložit dispozice z němčiny do ruštiny. Velitelé je však podle pamětí generála Langerona obdrželi ráno v osm, kdy už byly jejich jednotky na pochodu.
Po utrpěné porážce byl Weyrother penzionován a věnoval svůj čas péči o vojáky a důstojníky léčené v Brně. Tam se setkal mimo jiné s francouzským generálem Thiébaultem, který jej ve svých pamětech popisoval jako sklíčeného, ale upraveného a působícího důstojným dojmem. Podle něj Weyrother zdůvodňoval porážku nepříznivými okolnostmi, o caru Alexandrovi I. hovořil s obdivem, zatímco Kutuzova vinil z přezíravosti vůči svým dispozicím, měl výhrady jak ohledně organizace bojové činnosti, tak i chování k místnímu obyvatelstvu. Sám však slavkovskou bitvu přežil jen o 11 týdnů, neboť zemřel 16. února 1806 ve Vídni jako oběť brněnské tyfové epidemie. Není znám žádný jeho portrét.